# アーサー・エヴァンズ
サー・アーサー・ジョン・エヴァンズ（Sir Arthur John Evans、1851年7月8日 - 1941年7月11日）は、イギリスの考古学者。ミノタウロス伝説で有名なクレタ島のクノッソス遺跡を発掘したことで知られ、青銅器時代のエーゲ文明の研究における先駆者である。また、クレタ文字の線文字Aと線文字Bを定義した最初の人物でもあった。
バルカン半島や中東の外国勢力と非公式に交渉し、バルカン半島の革命組織の要請で、ユーゴスラビアの国家の形成における重要な役割を果たした。

## 来歴
アーサー・エヴァンズは、父ジョン・エヴァンズ（1823年 - 1908年）の最初の子としてイングランドのナッシュミルズで生まれた。父のジョンも考古学者で、オクスフォード大学、ゲッティンゲン大学で学んだが、アーサーの祖父アーサー・ベノニ・エヴァンズは、ラテン語や古代ギリシア語などを教える文法学校の校長で、このためジョンはラテン語を習得していた。父ジョンの考古学研究活動を引き継いだアーサーは、1884年から1908年の間、オクスフォード大学のアシュモレアン博物館の学芸員を勤めた。
ハインリヒ・シュリーマンから影響を受け、1900年にクレタ島で発掘を開始し、著書“Palace of Minos at Knossos”を刊行するとともに、遺跡の復元を行った。一部にコンクリートを使うなどその復元方法には現在は批判もされるが、同時代の発掘者たちが出土物を持ち去ってしまう傾向（結果として盗掘）にあったことも考慮されねばならない。
クノッソスで「線文字A」、「線文字B」の2種類の文字が刻んである粘土板を発掘した。エヴァンズは線文字Bは非ギリシア語を記した文字であると考えたが、後に否定された。エヴァンズは線文字Bの解読を自分で行おうとしたため、粘土板はごく一部しか公表しなかった。このため、線文字Bの解読が大きく遅れる要因となってしまった。
1901年に王立協会のフェローに選出され、1936年にコプリ・メダルを受賞した。
同年10月、バーリントンハウスでのギリシア、ミノアの美術展覧会で、偶然パブリックスクールストウ校の一行に会い、自分でミノア文明の部屋に一行を誘導し解説を加えて歩いた。そのとき一行の中の、後に線文字Bを解読することになるマイケル・ヴェントリスから「展示されていた粘土板が未解読であるか」という確認の質問を受けた。このことがヴェントリスの興味を引き後の解読につながった。
また1911年に考古学的業績によりナイトに叙された。1925年トーマス・ハックスリー記念賞受賞。

## 伝記
- レナード・コットレル 『エーゲ文明への道 シュリーマンとエヴァンズの発掘物語』 暮田愛訳、前田耕作監修、原書房、1992年